# Francesco Maria Dominedò
Francesco Maria Dominedò (Roma, 25 luglio 1903 – Roma, 26 ottobre 1964) è stato un politico italiano.

## Biografia
Nipote di Salvatore Majorana-Calatabiano e cugino di Ettore Majorana, è stato professore ordinario di diritto commerciale e di diritto della navigazione nelle Università di Siena e di Roma La Sapienza.
È stato deputato all'Assemblea Costituente, e deputato alla Camera nella I, II e III legislatura, ed al Senato nella IV legislatura.
È stato inoltre Sottosegretario di Stato agli affari esteri nel VI Governo De Gasperi con delega per gli italiani all'estero, nel VII Governo De Gasperi con delega per l'emigrazione, e nel VIII Governo De Gasperi. Ha ricoperto lo stesso incarico anche nel Governo Pella, nel I Governo Fanfani e nel Governo Scelba. Con il III Governo Fanfani è stato nominato Sottosegretario di Stato alla Giustizia, e nel IV Governo Fanfani ha ricoperto l'incarico di Sottosegretario di Stato alla Marina mercantile, diventando Ministro dello stesso Dicastero con il I Governo Leone.